# 文秀女王
文秀女王（ぶんしゅうじょおう、天保15年1月29日〈1844年3月17日〉- 大正15年〈1926年〉2月15日）は、江戸時代末期から明治時代・大正時代の皇族で、僧侶、書家。
皇族として尼門跡となった最後の人物。

## 生涯
天保15年1月29日(グレゴリオ暦：1844年3月17日)、伏見宮邦家親王と女房木村世牟子の間に生まれる。邦家親王の第7女子。
嘉永2年6月22日(グレゴリオ暦：1849年8月10日)、圓照寺の門跡を相続。嘉永4年9月20日（1851年10月14日）、満7歳の時に落飾。
万延元年12月3日（1861年1月13日）、孝明天皇の養女となる。明治6年（1873年）8月13日に伏見宮に復帰した。
大正14年（1925年）頃から持病のリウマチが悪化し、大正15年（1926年）2月10日に感冒を発症した後、同年2月15日午前10時に薨去した。2月23日に葬儀が圓照寺で執り行われ、喪主は博英王が務めた。